# Prix André-Lichnerowicz
Le prix André-Lichnerowicz pour la géométrie de Poisson est une distinction mathématique décernée tous les deux ans depuis 2008.
Le prix est attribué pour récompenser des contributions notables à la géométrie de Poisson, et il est remis lors de l'International Conference on Poisson Geometry in Mathematics and Physics à des chercheurs ayant obtenu leur doctorat dans les huit années précédant la Conférence.
Le prix est dénommé en mémoire de André Lichnerowicz (1915-1998) dont les travaux furent fondamentaux pour établir la géométrie de Poisson comme branche des mathématiques. Il est doté de 500 € par l'École polytechnique fédérale de Lausanne.

## Lauréats
- 2022[3],[4] : Yiannis Loizides[5] et Álvaro del Pino Gómez[5],[6].
- 2020[7] : Pavel Safronov[8] et Xiaomeng Xu[8]
- 2018 : Brent Pym et Chelsea Walton[9]
- 2016 : Pavel Mnev et Travis Schedler[10]
- 2014 : David Li-Bland[11] et Ioan Marcut[12],[13] ;
- 2012 : Thomas Willwacher[14],[15] ;
- 2010 : Marco Gualtieri[16] et Xiang Tang[17] ;
- 2008 : Marius Crainic (en)[18] et Henrique Bursztyn[19].